# Халопеничи
Халопеничи (блр. Халопенічы; рус. Холо́пеничи) је градско насеље са административним статусом варошице (городской посёлок) у севрозападном делу Републике Белорусије. Административно је део Крупског рејона Минске области. 

## Географски положај
Насеље се налази на око 34 км северно од града Крупска, односно око 134 км севрозападно од главног града земље Минска.

## Историја
Насеље се први пут спомиње у летописима из 1451. године. Халопеничи су били административни центар Халопеничког рејона у два наврата, од 1924—1931. и од 1935—1960. године. 
Насеље има административни статус вароши од 1938. године.

## Демографија
Према процени за 2011. у варош је живело 1.459 становника.
| 2009. | 2010. | 2011. |
| ----- | ----- | ----- |
| 1.525 | 1.476 | 1.459 |